# Малая Койка
Малая Койка — река в России, протекает по заболоченной местности в Большесельском районе Ярославской области; левый приток реки Койка.
Сельские населённые пункты у реки: Леснухи, Новый Посёлок, Гари, Судовики, Калитино, Погорелки.